# Michael Haller
Michael Haller (Neusaat, 13 de gener de 1840 - 4 de gener de 1915) fou un sacerdot i compositor musical alemany del Romanticisme.
S'educà en el convent de Matter i en el Seminari eclesiàstic de Ratisbona. El 1864 s'ordenà de prevere i, en qualitat de prefecte de la prebenda- catedral de Ratisbona, feu els estudis musicals sota la direcció de Thomas. El 1867 fou nomenat director de l'antiga capella i professor de l'escola de Música d'aquella ciutat junt amb el seu company i també compositor Haberl.
Profund coneixedor de la música de l'època de Palestrina, completà, entre d'altres, el tercer cor (que s'havia perdut) d'una missa a tres cors, del cèlebre compositor. A més, va compondre, gran nombre de motets i misses en estil polifònic clàssic. Escriví, a més: Kompositionslehre für den polyphonen Kirchgesang (Ratisbona, 1891), i Vademekum für den Gesangsunterricht (12,ª ed., Ratisbona, 1910).